# 島松駐屯地
島松駐屯地（しままつちゅうとんち、JGSDF Camp Shimamatsu）は、北海道恵庭市西島松308に所在し北海道補給処等が駐屯する陸上自衛隊の駐屯地である。

## 概要

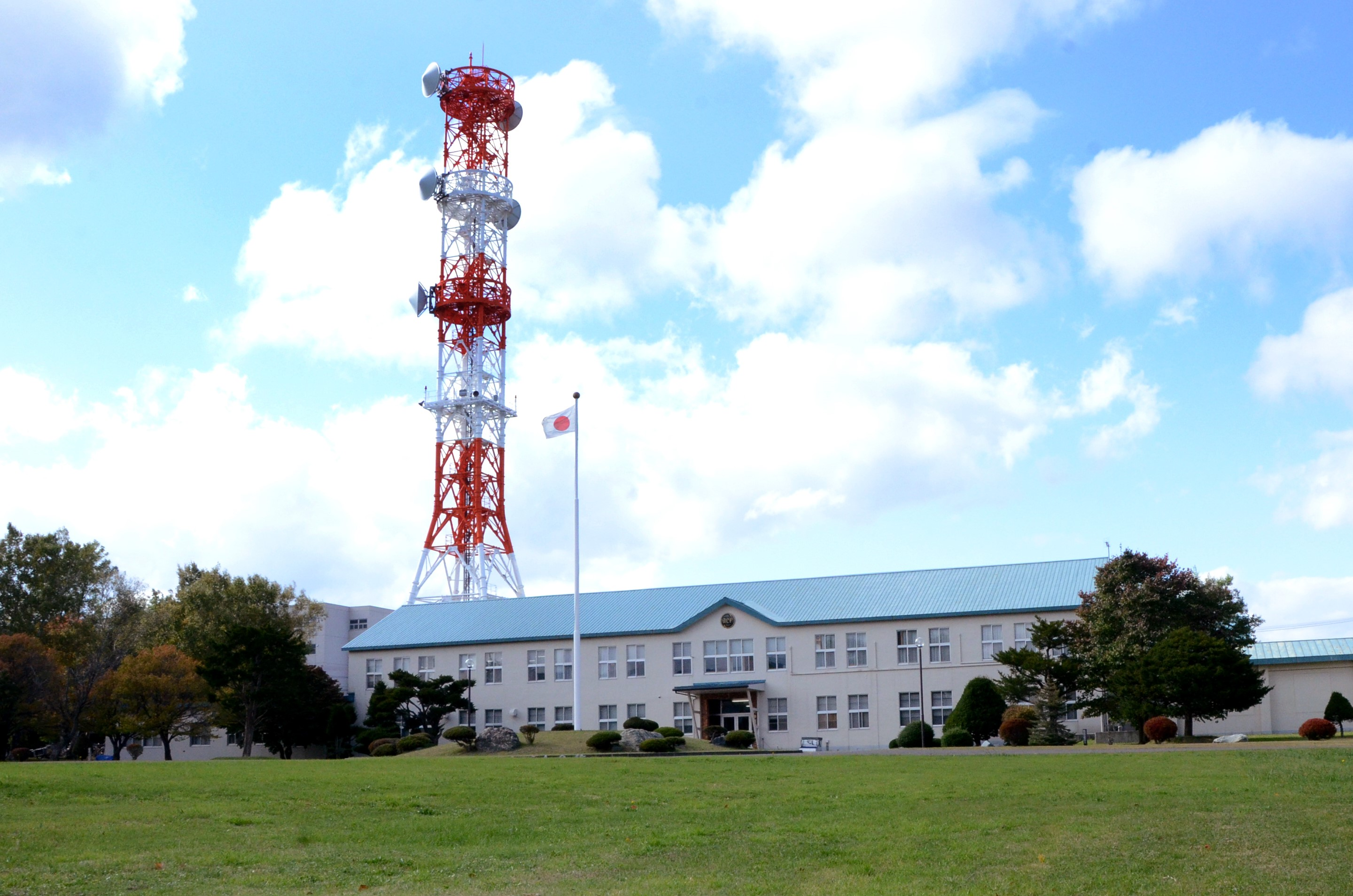
島松駐屯地庁舎

駐屯地司令は、北海道補給処長が兼務。隷属する分屯地に苗穂分屯地と日高分屯地がある。
北海道補給処本処、北部方面後方支援隊本部が置かれ、北海道での兵站の中核をなす。
駐屯地内にそびえる赤と白の巨大な塔が目印である。

## 沿革
保安隊島松駐屯地
- 1952年（昭和27年）
  - 12月1日：島松駐屯地新設[2]。苗穂駐屯地が廃止され島松駐屯地の分屯地となる。
  - 12月10日：北海道地区補給廠本隊が苗穂分屯地から島松駐屯地へ移駐。
- 1953年（昭和28年）
  - 2月26日：北海道地区補給廠編合部隊等の移動および集結を完了。
  - 3月26日：島松庁舎開庁式。
  - 5月30日：保安隊北海道地区補給廠が保安隊北海道地区補給しょうに改編。

陸上自衛隊島松駐屯地
- 1954年（昭和29年）7月1日：

1. 陸上自衛隊設置に伴い島松駐屯地が開設される[3][4]。
2. 保安隊北海道地区補給しょうが陸上自衛隊北海道地区補給処に改称。

- 1955年（昭和30年）2月28日：第308弾薬中隊が安平駐屯地へ移駐[5]。
- 1957年（昭和32年）2月：第302給油中隊が早来分屯地へ移駐[6]。
- 1960年（昭和35年）1月14日：陸上自衛隊北海道地区補給処が北部方面総監直轄となる。
- 1962年（昭和37年）8月1日：第315武器中整備隊が上富良野駐屯地へ移駐[7]。
- 1965年（昭和40年）1月20日：第102高射直接支援隊が編成完結。
- 1998年（平成10年）3月26日：中央補給処の整理統合により、陸上自衛隊北海道地区補給処が陸上自衛隊北海道補給処に改称。
- 2000年（平成12年）3月28日：

1. 北部方面武器隊を母体に北部方面後方支援隊を編成。
2. 第102高射直接支援隊を廃止・改編し、北部方面後方支援隊第101高射直接支援大隊第1直接支援中隊（第1高射特科群を支援）を新編。

- 2019年（平成31年）3月26日：北部方面後方支援隊隷下部隊として、第104補給大隊（コア部隊）を新編。
- 2023年（令和5年）3月15日：北部方面輸送隊第304輸送中隊および第305輸送中隊が真駒内駐屯地より移駐[8][9]。

## 駐屯部隊・機関

### 北部方面隊隷下部隊
- 北海道補給処本処
- 第1高射特科群
  - 第303高射中隊
  - 第304高射中隊
- 北部方面後方支援隊
  - 北部方面後方支援隊本部
  - 北部方面後方支援隊本部付隊
  - 第101全般支援大隊
    - 第101全般支援大隊本部
    - 第101全般支援大隊本部付隊
    - 整備中隊
    - 補給中隊

  - 第101高射直接支援大隊
    - 第1直接支援中隊：第1高射特科群を支援

  - 第104補給大隊（コア部隊）
    - 第104補給大隊本部
    - 第104補給大隊本部付隊
    - 第1補給中隊
    - 第2補給中隊

  - 北部方面輸送隊
    - 第304輸送中隊
    - 第305輸送中隊
- 北部方面システム通信群
  - 第101基地システム通信大隊
    - 第313基地通信中隊
      - 島松派遣隊

### 防衛大臣直轄部隊
- 警務隊
  - 北部方面警務隊
    - 第122地区警務隊
      - 島松連絡班

### 共同の部隊
- 自衛隊情報保全隊
  - 北部情報保全隊
    - 情報保全隊島松派遣隊

## 最寄の幹線交通
- 高速道路：道央自動車道 恵庭IC
- 一般道：国道36号、国道337号、北海道道16号支笏湖公園線、北海道道45号恵庭栗山線、北海道道46号江別恵庭線、北海道道117号恵庭岳公園線
- 鉄道：JR北海道千歳線 島松駅
- 港湾：苫小牧港、室蘭港、（特定重要港湾）、小樽港、石狩湾新港 （重要港湾）
- 飛行場：新千歳空港（第二種空港）、千歳基地（その他の空港）